# 신영철 (기업인)
신영철(申永喆, 1955년 2월 28일, 대구광역시 ~ )은 대한민국의 기업인으로 前 SK 와이번스 대표이사 겸 구단주 대행. 現 SK 텔레콤 고문이다. 

## 학력
- 중앙대학교 신문방송학 학사
- 고려대학교 정책과학대학원 신문방송학 석사
- 서강대학교 경제대학원경제대학원 OLP수료
- 국민대학교 대학원 스포츠경영학 박사

## 경력
- 1992 SK그룹 입사
- 1996 SK텔레콤 인력개발원(EMD 교육파견)
- 1997 SK텔레콤 홍보실 홍보팀장
- 2000 SK텔레콤 홍보실 홍보팀장 상무
- 2002 SK텔레콤 홍보실장 상무
- 2005 SK텔레콤 전무(SK와이번스 사장 겸 스포츠 단장)
- 2005 SK 와이번스 대표이사 사장
- 2010 한국스포츠산업.경영학회 부회장
- 2010 명지대학교 초빙교수
- 2015 명지대학교 경영대학원 스포츠경영 초빙교수
- 2013 SK텔레콤 고문